# Normalbild

35-mm-Kinofilm mit Tonspur

Unter dem Normalbild oder dem „Academy“-Filmbild versteht man das 1929 von der Academy of Motion Picture Arts and Sciences für den Normalfilm festgelegte querrechteckig dargestellte Laufbild im Seitenverhältnis von 4 zu 3 (1:1,333), das aus dem Format des Bildfensters der Kinokamera mit einer Maske herausgegriffen wird. Das Seitenverhältnis des Kamera-Bildfensters beträgt heute 11 zu 8 (1:1,375). 1932 waren die vorgeschriebenen Maße 0,631″ × 0,868″ (16,0274 mm × 22,0472 mm). Das „Academy“-Bild ist im Gegensatz zum Vollbild des Stummfilms um eine halbe Tonspurbreite aus der Filmmitte abgerückt.
Der kleine Unterschied zwischen den Seitenverhältnissen 4:3 und 11:8 (auf einen Nenner gebracht 32:24 und 33:24) rührt von einer Unsicherheit her, die damals gegenüber der endgültigen Breite der einzuführenden Tonspur bestand. Insbesondere musste man sich erst auf eine der beiden Filmkanten einigen, auf die sich die neue Vermaßung beziehen soll. Weil es wichtiger erschien, für die Tonspur große Genauigkeit einzurichten, fiel die Entscheidung für die rechte Filmkante, von der aus die kleinere Strecke zur Tonspurmitte führt. Der Grund dafür war einfach: Die überwiegende Zahl der Kinoprojektoren waren „Rechtsmaschinen“, d. h., sie werden von rechts bedient, und somit liegt die rechte Filmkante frei für die neu zu installierende Tonwiedergabeeinrichtung.
Bis zur allgemeinen Anerkennung der „Academy“-Norm und einem Normenblatt der American Standards Association wurden in der Praxis die Kamerabildfenster teilweise zugelötet. Vermutlich wurden so Tonfilme produziert, die ein Laufbild ermöglichten, das einem Quadrat näher kam. Man darf jedoch bezweifeln, ob auch entsprechende Änderungen an den Bildwänden durchgeführt wurden. Es gab keinen Grund, dem Publikum ein neues, schmaleres Laufbild darzubieten, als es seit 20 Jahren gewohnt war. Zu den Titeln dieser Übergangszeit zählen zum Beispiel Vampyr – Der Traum des Allan Grey von Carl Theodor Dreyer und Blackmail von Alfred Hitchcock.